# Sverigeförhandlingen
Sverigeförhandlingen var en del av regeringskansliet i Sverige som fick i uppdrag att arbeta för medfinansiering av de planerade höghastighetsjärnvägarna i landet. Av regeringen utsedda personer att leda arbetet var de tidigare statssekreterarna HG Wessberg (M) och Catharina Håkansson Boman (C). Slutrapporten för Sverigeförhandlingen presenterades 20 december 2017. Andra av Sverigeförhandlingens uppgifter var bland annat att arbeta för i Stockholm, Göteborg och Malmö utökad kollektivtrafik och ökat bostadsbyggande.
Utredningen hade inte som direktiv att ta fram förslag på vad som var de bästa stora järnvägsinvesteringarna för Sverige i vidare bemärkelse. Utredningen uppdrag var ta fram bästa sättet att bygga och finansiera höghastighetsbanor och förhandla med de direkt berörda kommunerna, givet att byggandet av höghastighetsbanor var den bästa stora investeringen i en nära framtid. Genom detta upplägg blev flertalet kommuner i Sverige – inklusive många kommuner som för egen del ville prioritera helt andra investeringar i järnvägsnätet – inte parter i denna förhandling. Utredningen hade inte i uppdrag att göra någon analys av vilka alternativa möjligheter det fanns att förbättra person- och godstrafiken utan nya stambanor för höghastighetståg; det låg utanför utredningens uppdrag.

## Planerade stationer
Följande stationer på höghastighetsjärnvägen pekas ut i Sverigeförhandlingen.
- Göteborg
- Landvetter
- Borås
- Jönköping
- Tranås
- Linköping
- Norrköping
- Skavsta
- Nyköping
- Vagnhärad
- Malmö
- Lund
- Hässleholm
- Värnamo

## Hastighet

### Grundläggande krav
Stockholm-Göteborg på två timmar och Stockholm och Malmö på två och en halv timme. Det ingick i de grundläggande kraven och var prio 1.
De nya höghastighetsjärnvägarna skulle planeras, projekteras och byggas med en teknisk systemstandard som tillåter hastigheter upp till 320 km/h till skillnad från dagens hastigheter som ligger på som mest ca 200 km/h. På den nya järnvägen skulle även storregionala tåg att köra i 250 km/h.

### Exempel på preliminära cirka restider
- Göteborg - Mölnlycke      15 min [8]
- Mölnlycke - Landvetter  5 min [8]
- Landvetter - Borås        15 min  [9]
- Göteborg - Borås (Utan stopp mellan) 20 min [9]
- Borås - Jönköping 25 min  [9]
- Göteborg - Jönköping (Utan stopp mellan) 40 min [10]
- Jönköping - Tranås 15 min [11]
- Tranås - Linköping 15 min [11]
- Jönköping - Linköping 35 min [10]
- Jönköping - Norrköping 40 min [12]
- Linköping - Stockholm mindre än 60 min [12]
- Lund - Jönköping 60 min [13]
- Hässleholm - Jönköping 50 min [14]

#### Regionförstoring
Högre hastighet ger en regionförstoring, vilket innebär att banan förstorar arbetsmarknadsregionerna. Detta ansågs i förhandlingen vara lika viktigt som att den nya järnvägen knyter samman storstadsregionerna.
Åtta av Sveriges tio största kommuner ligger direkt vid eller i nära anslutning till höghastighetsjärnvägen.
Enligt förslaget skall järnvägen ligga direkt vid 8 av de 13 största kommunerna (Stockholm, Göteborg, Malmö, Linköping, Norrköping, Jönköping, Lund och Borås) och ligger i nära anslutning till ytterligare 2 (Uppsala och Helsingborg).

### Påverkan på flygtrafiken.
Två flygplatser har stationer på den föreslagna höghastighetsjärnvägen (Landvetter och Skavsta). Genom den högre hastigheten skulle det inte längre vara attraktivt att flyga kortare sträckor som t.ex. Jönköping Airport till Arlanda (om man ska åka från Jönköping till Stockholm). Tåget skulle troligen ersätta flyget mellan de orter som ligger nära höghastighetsjärnvägen. Medan tåget på höghastighetsjärnvägen skulle mata till flyg på längre avstånd.

## Delsträckor, enligt Trafikverket

### Namn på delsträckorna
Trafikverket använder följande namn på delsträckor:
- Ostlänken:   Linköping -  Norrköping - Skavsta flygplats - Nyköping  - Vagnhärad - (Järna).[18][19]
- Göteborg–Borås:  (Almedal) –Mölnlycke–Landvetter flygplats –Borås.[20]
- Linköping-Borås: Borås - Jönköping - Tranås - Linköping [21]
- Jönköping-Malmö: "Malmö" - Lund - Hässleholm - Värnamo - Jönköping

### Trafikverkets namn på delsträckor "översatt" till andra populära namn
- Göteborg–Borås + Linköping-Borås + Ostlänken kallas ofta Götalandsbanan.
- Jönköping-Malmö kallas ibland Europabanan[22] och ibland södra Europabanan [23]

### Anslutande järnvägar
Sannolikt kommer många resenärer byta från ett tåg på en anslutande järnväg till ett annat på höghastighetsjärnvägen. Genom att göra den anslutande järnvägen tillräckligt attraktiv ökar möjligheten att attrahera fler resenärer som reser på det sättet.

#### Järnvägen Stockholm-Uppsala
Sverigeförhandlingen föreslår att Trafikverket ska utreda om åtgärder behövs på sträckan Stockholm C–Arlanda/Uppsala, till exempel i form av längre plattformar, för att säkerställa att höghastighetstågen ska kunna trafikera också dessa sträckor.

#### Järnvägen  Malmö C - Köpenhamn H
Sverigeförhandlingen föreslår också att Trafikverket ska undersöka om det finns förutsättningar för en utredning avseende åtgärder behövs för att säkerställa att för att säkerställa att kapaciteten räcker sträckan till Köpenhamn H på den danska sidan. Samt att motsvarade utredning görs på den danska sidan.

#### Järnväg Hässleholm - Helsingör + förbindelse över sundet etc
Sverigeförhandlingen anser att det är angeläget att redan nu påbörja arbetet med vilka kompletterande åtgärder som bör planeras i Helsingborgsområdet, för att en eventuell ny fast förbindelse mellan Helsingborg och Helsingör skall skapa ökad integration och förutsättningar för ökat bostadsbyggande med mera.

#### Växjö–Värnamo
Sverigeförhandlingen anser att kapaciteten på sträckan Växjö–Värnamo bör förstärkas för att bidra till goda anslutningsresor.

#### Vänersborg/Stenungsund/ Uddevalla-Göteborg etc
Sverigeförhandlingen att åtgärder bör vidtas för att avesvärt öka punktligheten på Vänersborg/Stenungsund/ Uddevalla-Göteborg och andra sträckor där  storregionala tåg från höghastighetsjärnvägen ska trafikera befintligt järnvägsnät.

## Nya bostäder
Mål: I Sverigeförhandlingens uppdrag, som även inkluderar kollektivtrafikåtgärder i storstäderna, ingick att få till stånd minst 100 000 nya bostäder. Större delen av dessa skulle ligga i storstäderna, men också i kommuner längs den nya järnvägen.
- Mölnlycke:  2 950  nya bostäder  [8]
- Borås: 12 500  nya bostäder   [9]
- Lund:  15 000 nya bostäder  [13]
- Hässleholm : 7000  nya bostäder [14]
- Värnamo: 1 770 nya bostäder [30]
- Jönköping: 10 000  nya bostäder [10]
- Linköping: 15 300 nya bostäder  [12]
- Norrköping: 15 300 nya bostäder  [12]
- Nyköping: 7 400 nya bostäder [12]
- Trosa: 1 700 nya bostäder [12]
- Södertälje: 15 300 nya bostäder [12]
- Tranås: 2000/500 nya bostäder (beroende på stationsläget)[11]

Riksrevisionen ansåg i en rapport att bostadsbyggande kan ha tidigarelagts något, men att nettotillskottet i de olika orterna blir betydligt mindre det som utlovats.[källa behövs]

## Finansiering
Utredningen kom fram till att cirka 5 till 10 % av investeringen kunde finansieras med banavgifter och fastighetsskatter, medan resten föreslogs belasta statsbudgeten under ett antal år.[källa behövs]